# Alexandre Calame

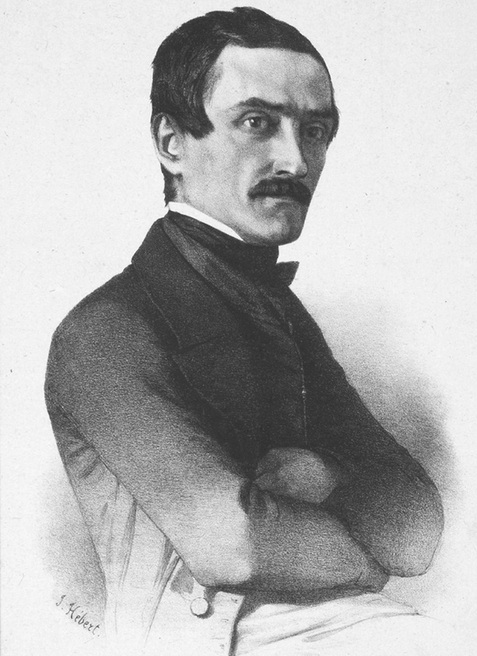
Alexandre Calame

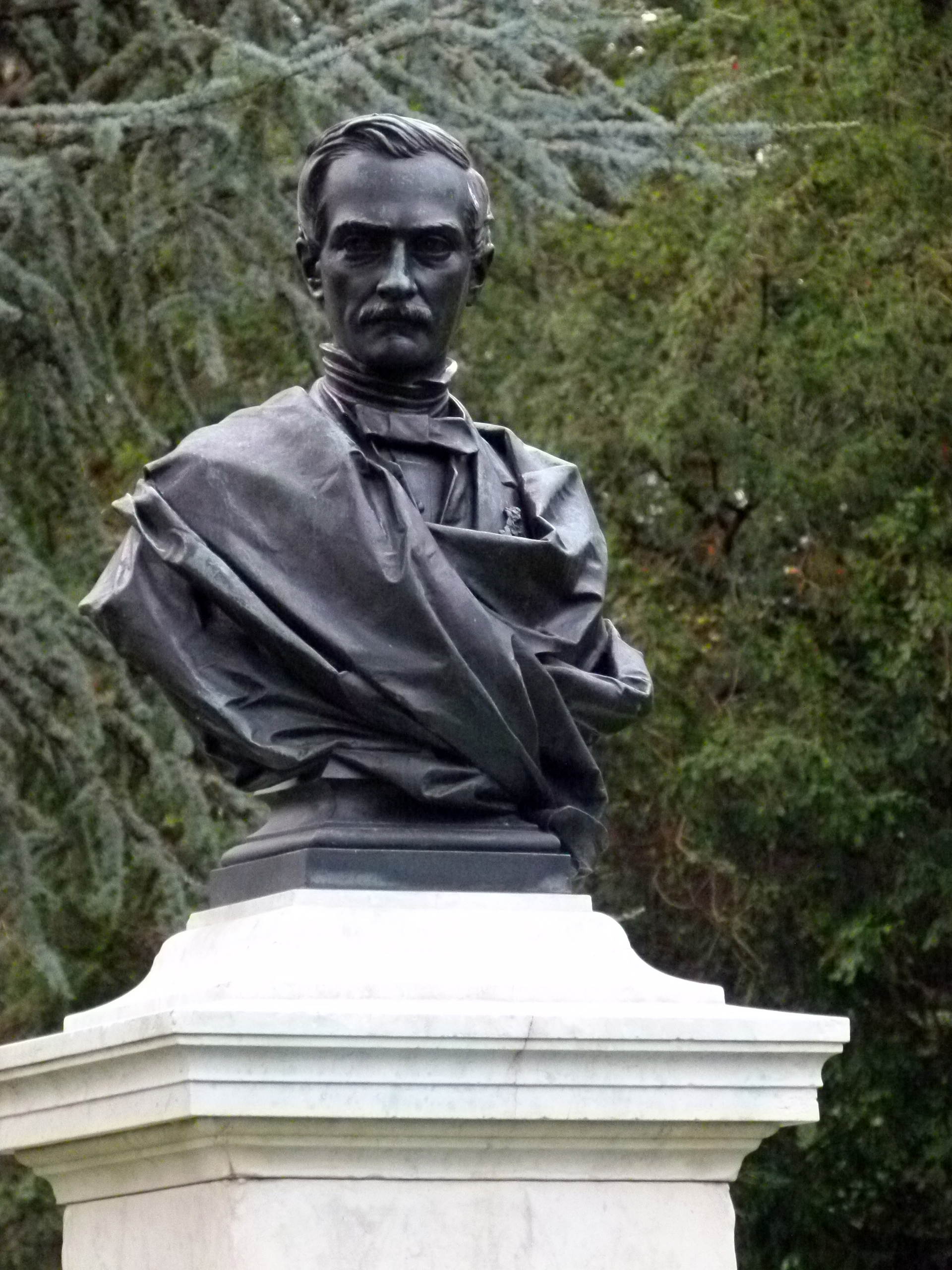
Denkmal von Alexandre Calame in Genf

Alexandre Calame (* 28. Mai 1810 in Arabie, Gemeinde Corsier-sur-Vevey, heute Teil von Vevey; † 19. März 1864 in Menton) war ein Schweizer Maler.

## Leben
Calame war der Sohn eines Marmorarbeiters von Vevey. Mit 15 Jahren trat er in ein Bankgeschäft ein. In seinen Mussestunden begann er sich im Zeichnen zu üben und kleine Ansichten der Schweiz zu kolorieren. Im Jahr 1829 ermöglichte es ihm sein Bruder, der Bankier Diodati, beim Landschaftsmaler François Diday Unterricht zu nehmen. Nach wenigen Monaten beschloss Calame, sich ganz der Kunst zu widmen.
Seit 1835 stellte er seine schweizerischen Alpen- und Waldlandschaften in Paris und Berlin aus. Sie erwarben sich schnell grossen Beifall, besonders in Deutschland, obwohl Calame mehr Zeichner als Kolorist war.
Ab den 1840er-Jahren zählt Calame als mit seinen dramatisch in Szene gesetzten, von Gewitterstürmen erfassten oder vom gleissenden Sonnenlicht beschienenen Berglandschaften zu den europaweit bedeutendsten Vertretern dieser spätromantischen und zugleich pathetisch überhöhten Auffassung der Landschaftsmalerei.
1838 ist sein Aufenthalt in Düsseldorf während einer Studienreise verbürgt. 1842 ging er nach Paris und stellte hier seinen Mont Blanc, die Jungfrau, den Brienzersee, den Monte Rosa und Mont Cervin aus. 1843 gebar seine Ehefrau Amélie, eine Tochter des Genfer Malers und Musiklehrers Jean-Baptiste Müntzberger (1794–1878), in Genf den Sohn Arthur, der ebenfalls ein Maler werden sollte.
1844 ging er nach Italien und brachte aus Rom und Neapel zahlreiche Bilder mit, darunter die Ruinen von Paestum, heute im städtischen Museum in Leipzig. Er zeigte darin, dass er auch die italienische Natur in ihrer Eigentümlichkeit aufzufassen vermochte; aber sein Spezialgebiet blieb doch die Alpenlandschaft. Gletscher, Bergwasser, vom Sturm zersplitterte Bäume, Wolken und Felsen zeichnete er mit grosser Naturtreue, wenn auch mit einer gewissen Glätte.

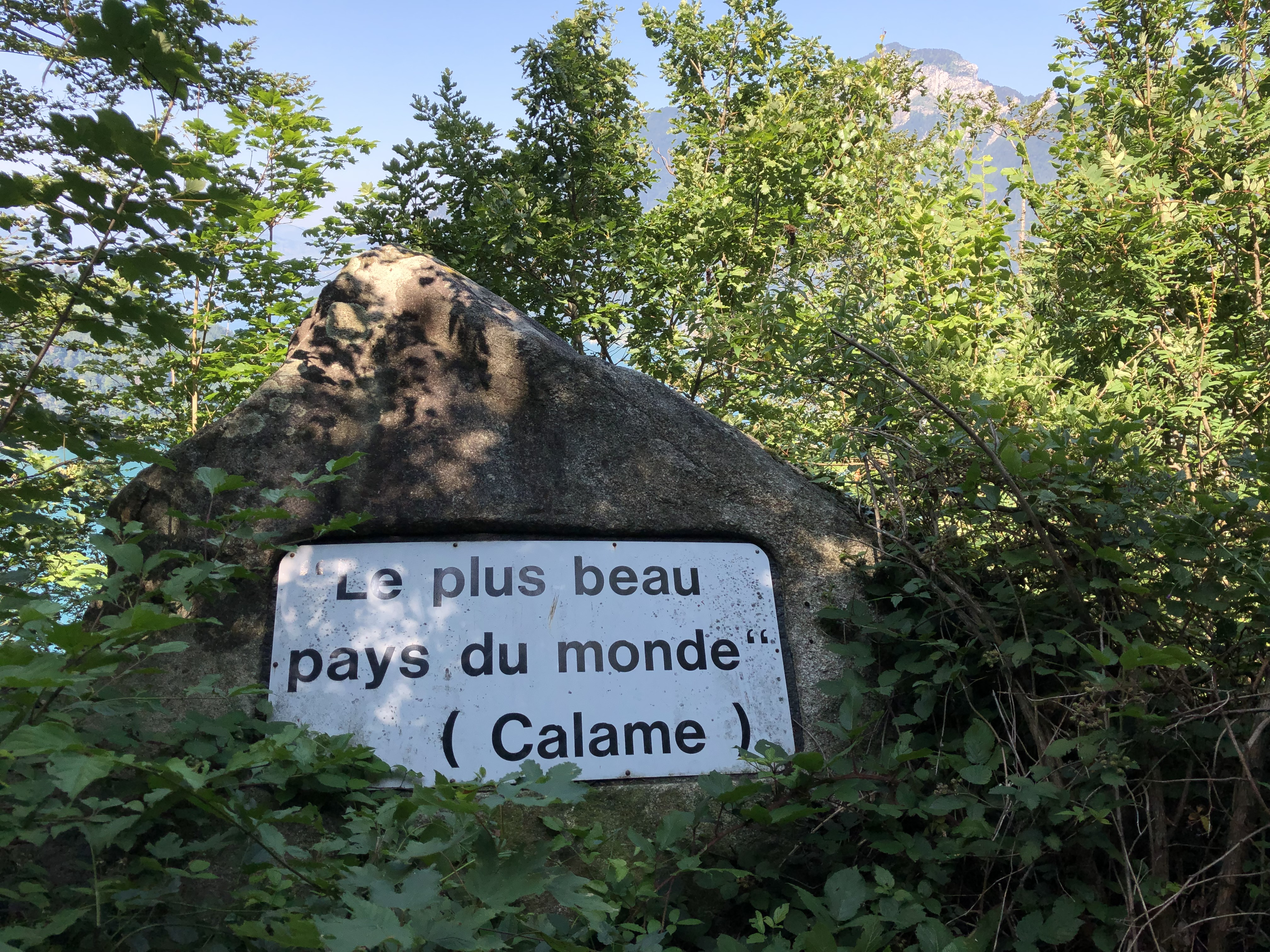
Gedenkstein in Morschach

Eines seiner meistbeachteten Werke ist die Darstellung der vier Jahres- und Tageszeiten in vier Landschaften, wo der Frühlingsmorgen eine südliche, der Sommermittag eine nordische flache Landschaft zeigt, der Herbstabend und die Winternacht Gebirgsstücke sind. Noch populärer als durch diese grösseren Werke wurde Calame durch kleinere Arbeiten, Lithografien und Radierungen, namentlich durch die 18 Studien von Lauterbrunnen und Meiringen und die 24 Blätter von Alpenübergängen, die in Frankreich, England und Deutschland grosse Verbreitung fanden und noch heute als Vorlagen für den Zeichenunterricht dienen.
1847 wurde er von der Académie royale des Sciences, des Lettres et des Beaux-Arts de Belgique als assoziiertes Mitglied aufgenommen. Von 1850 bis 1851 war er Mitglied der Königlich Niederländischen Akademie der Wissenschaften.
In Morschach oberhalb des Urnersees erinnert ein Gedenkstein an Alexandre Calame, der von hier aus oft seine Landschaftsbilder malte.
Am 3. April 1880 wurde das von seiner Ehefrau Amélie gestiftete Denkmal in Genf eingeweiht.

## Galerie

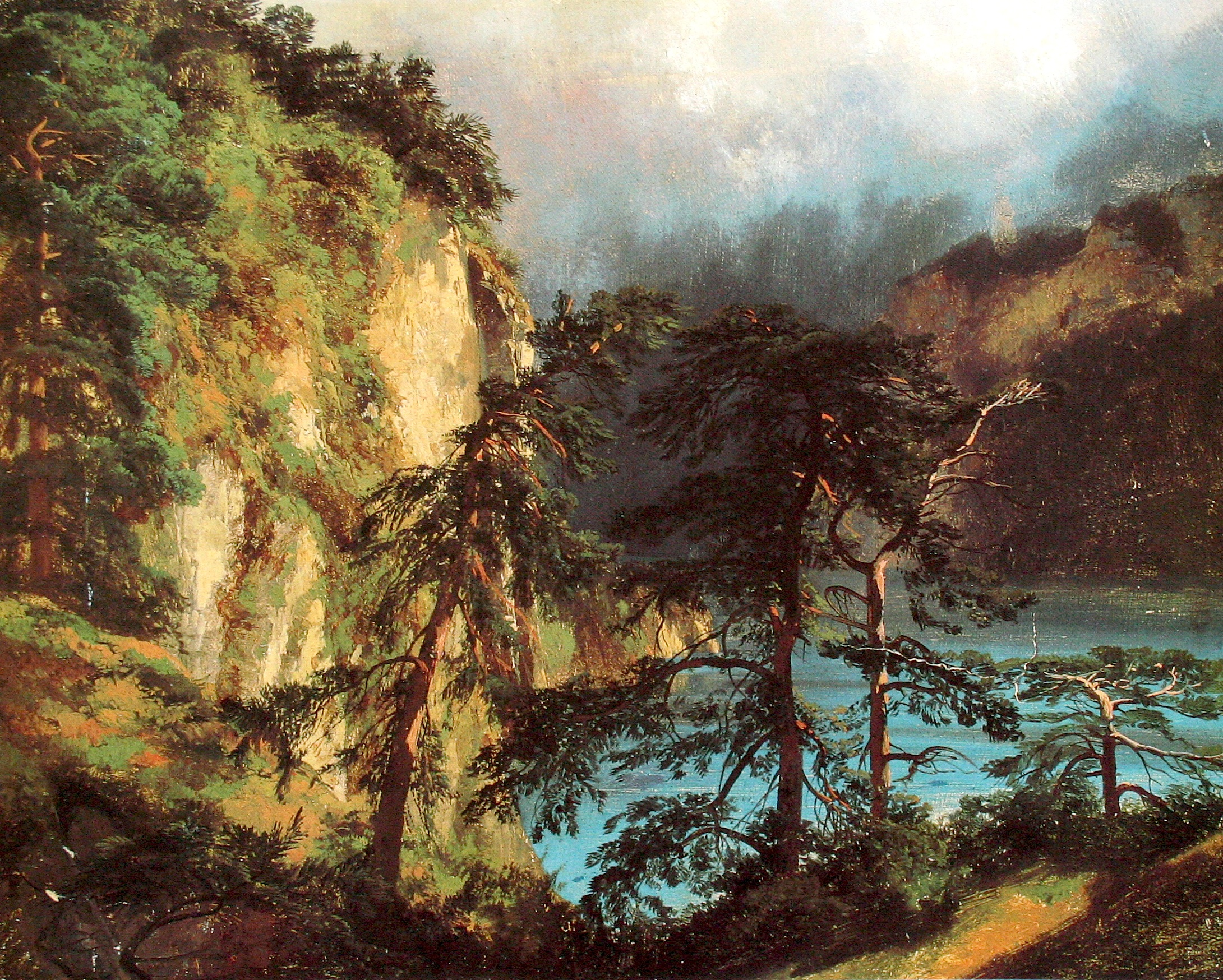
Blick auf den Urnersee, 1848
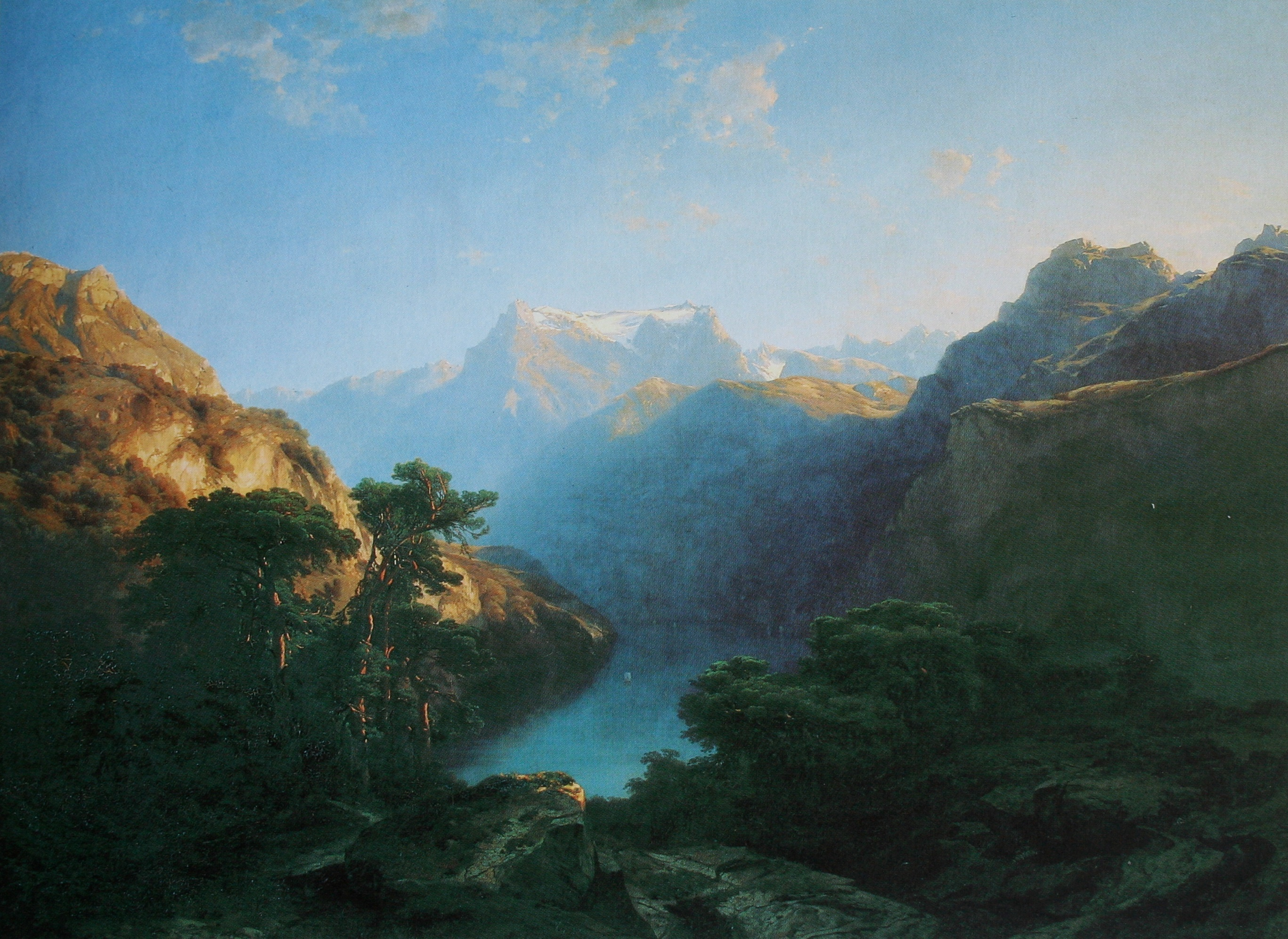
Am Urnersee, 1849
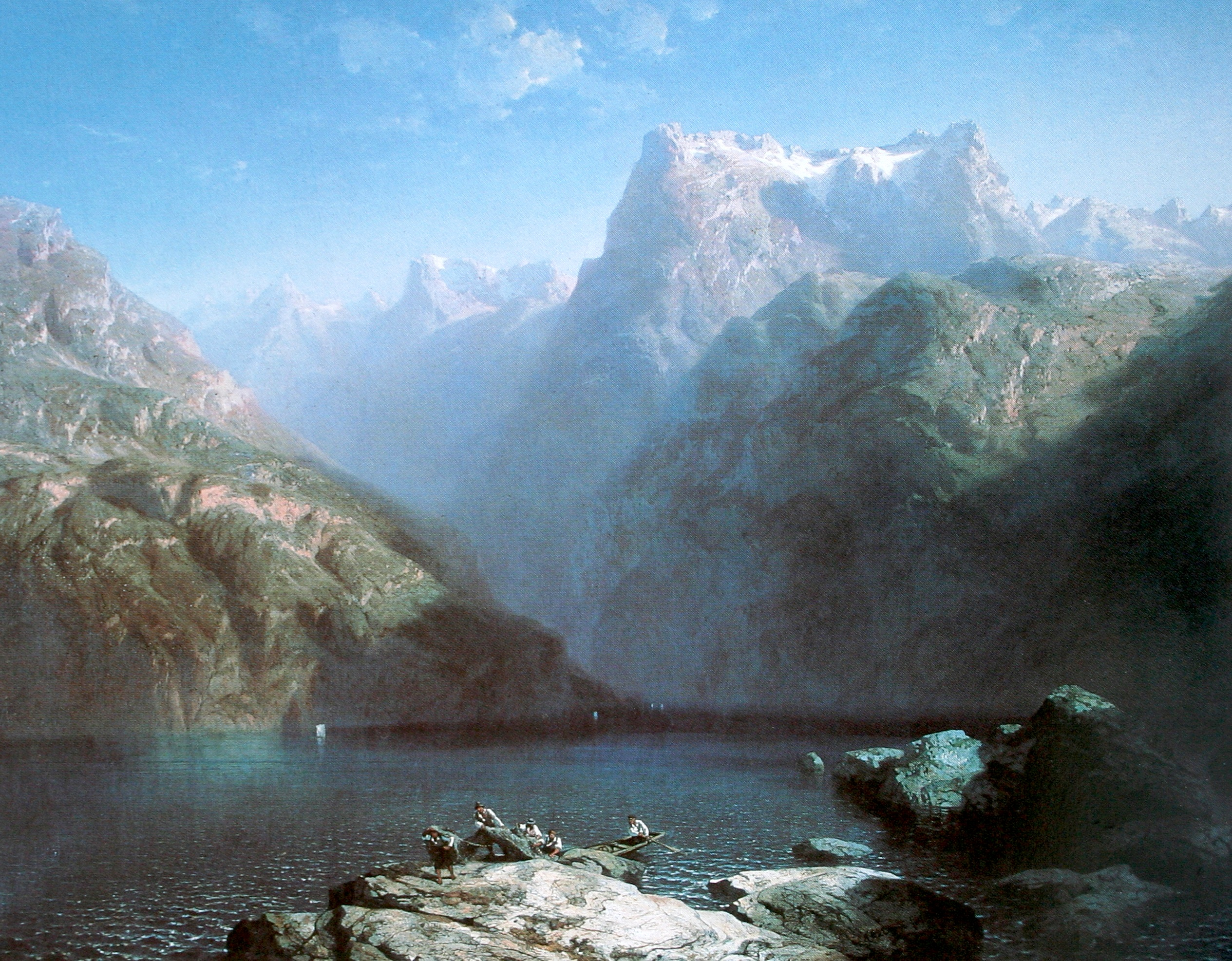
Vierwaldstättersee, 1849
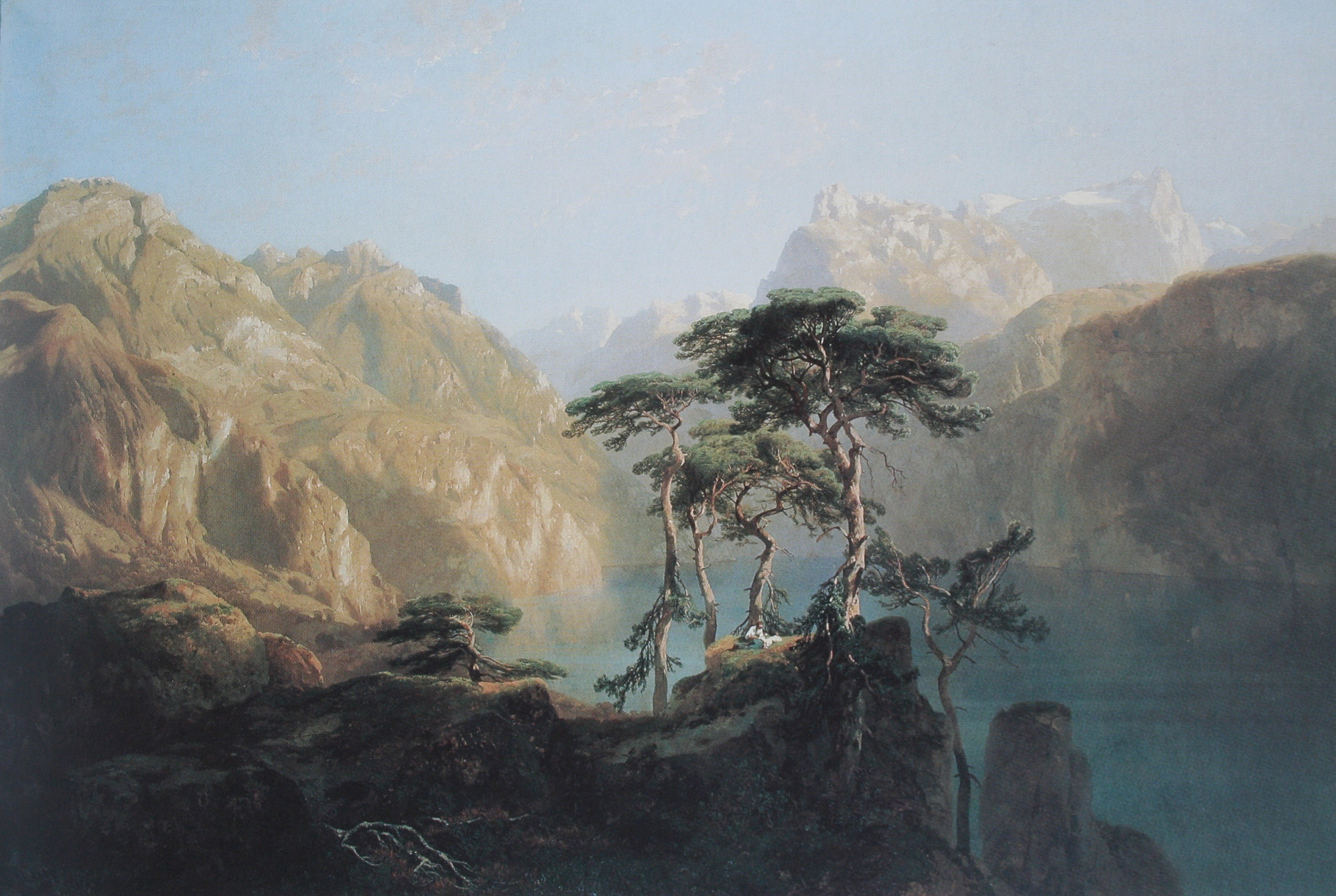
Vierwaldstättersee, 1851
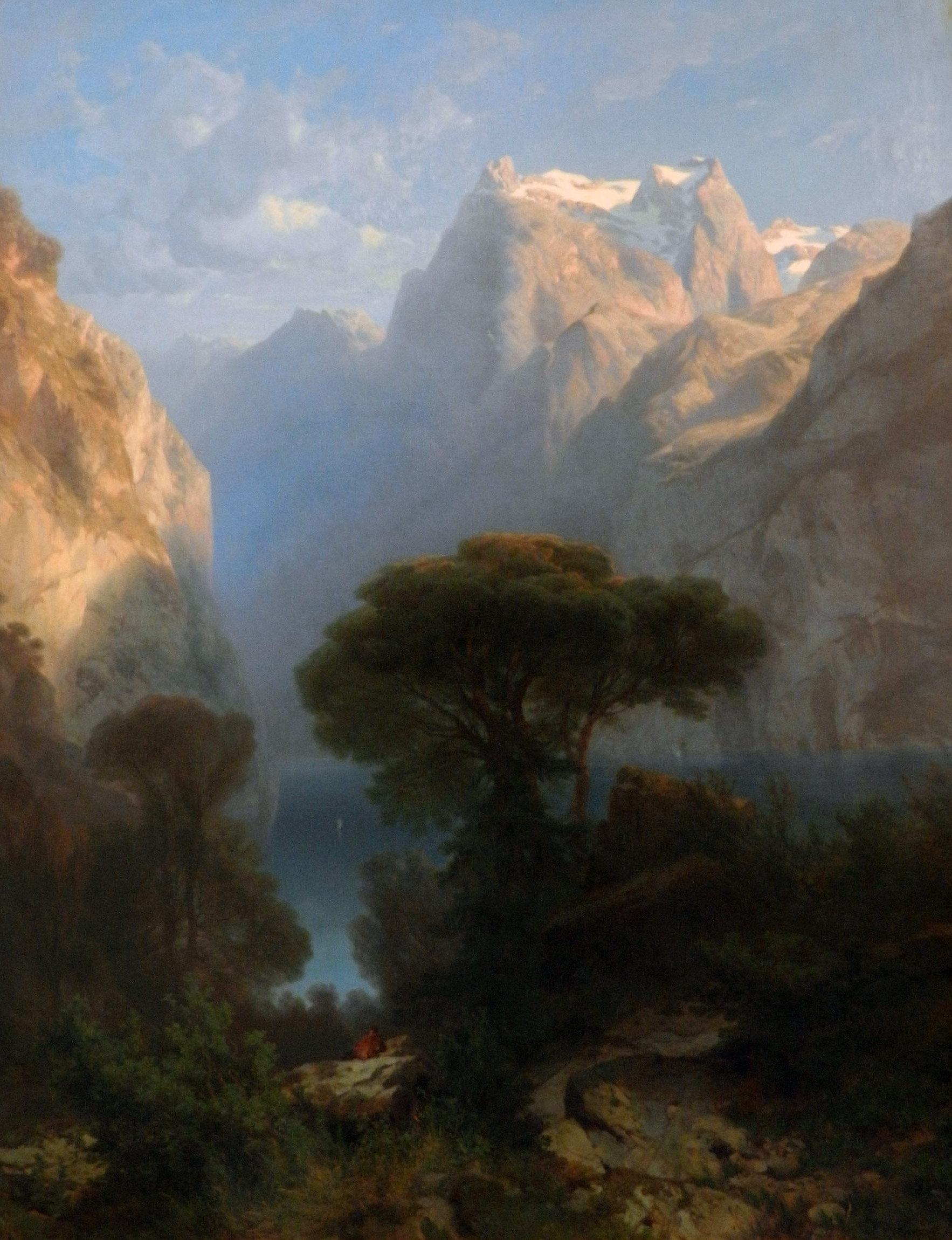
Vierwaldstättersee 1853
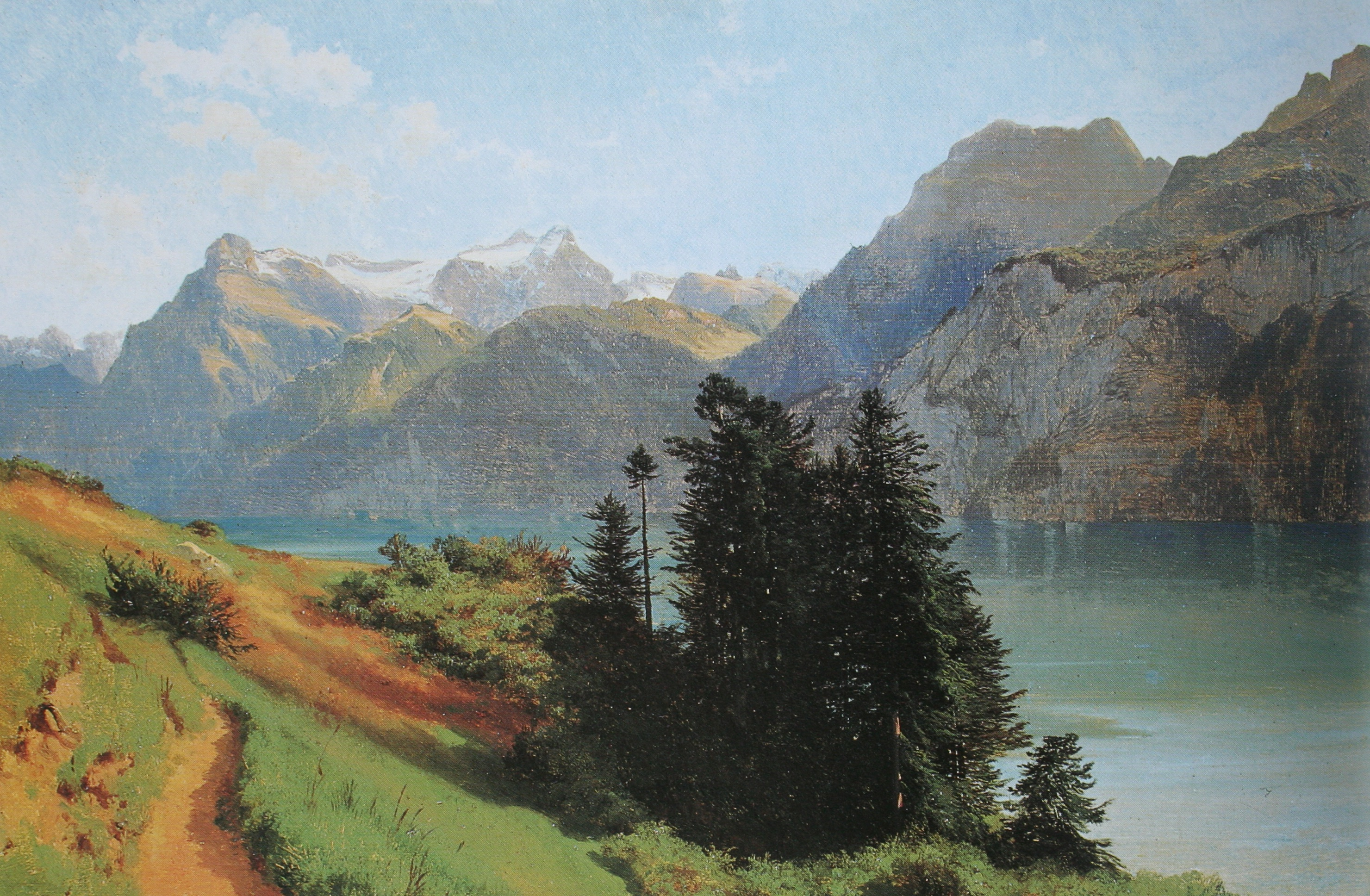
Vierwaldstättersee mit Urirotstock 1861
Schweizer Landschaft

## Werkauswahl
- Blick von Petit Saconnex auf Genf und den Montblanc, 1834, Leinwand, 31 × 44 cm. (Winterthur, Museum Oskar Reinhart)
- Die Kette des Monte Rosa bei Sonnenaufgang, 1846, Leinwand, 196 × 260 cm. (Leipzig, Museum der bildenden Künste)
- Die Tempelruinen von Paestum, 1847, Leinwand, 195 × 260 cm. (Leipzig, Museum der bildenden Künste)
- Blick auf den Lac Léman, 1849, Öl auf Holz (Luxemburg, Villa Vauban, Sammlung Jean-Pierre Pescatore, Inv.-Nr. 56)[4]